# Теоктист (Арепашу)
Теоктист (рум. Teoctist; 7 лютого 1915 —  30 липня 2007) — патріарх Румунський, архієпископ Бухарестський (1986—2007). Митрополит Молдавський і Сучавський, архієпископ Ясський (1977—1986). Народився у Точілені, Ботошані, Румунія. Помер у Бухаресті. Світське ім'я —  Тодор Арепашу (рум. Toader Arăpaşu).

## Біографія
Чернечий послух почав у чотирнадцятирічному віці в обителях Ворона та Нямець, у 1935 прийняв чернечий постриг у монастирі Бистриця Ясського архиєпископства. 
1937  — закінчив семінарію в монастирі Черника, тоді ж рукопокладений в сан єродиякона. 
1945  — закінчив Бухарестський богословський факультет, рукопокладений в сан єромонаха. Отримав звання ліценціата богослов’я. 

### Єпископ
У сані архимандрита був вікарієм та митрополитом Молдови та Сучави. В той же час навчався на факультеті філології та філософії в Яссах. 
1950  — хіротонія в єпископа Ботошанського. Протягом 12 років керував відділами Румунської Патріархії, був секретарем Священного Синоду, ректором Богословського інституту в Бухаресті. 
1962  — єпископ Арадський. 

### Митрополит
1973  — архієпископ Крайови та митрополит Олтенський. 
1977  — архієпископ Ясський, митрополит Молдавський і Сучавський. 
Опублікував біля шестисот статей, виступів, частина із яких опублікована у чотирьохтомній збірці. Був депутатом Великого національного зібрання. 
Після румунської революції 1989 Патріарха Теоктиста обвинувачували у «пособництву комуністичному режиму», у зв’язку з чим у 1990-му хотів подати у відставку. Після кількох тижнів перебування у монастирі Сінайя змінив рішення і продовжував далі очолювати Церкву. 

### Смерть
30 липня 2007  — помер від серцевого нападу. 
Похований у південно-західній частині собору святих рівноапостольних Константина та Єлени. 